# جامعة تبريز
جامعة تبريز (بالفارسية: دانشگاه تبريز) هي جامعة تقع في تبريز شمالي غرب إيران. اسست الجامعة سنة 1947 م.
اسست باسم «جامعة آذربایجان» ومن ثم تغير اسمها عام 1979 م إلى «جامعة تبريز».

## کليات

### قسم العلوم الإنسانية
- كلية الأدب الفارسي واللغات الأجنبية
- كلية الاقتصاد والإدارة والتجارة
- كلية اللاهوت والعلوم الإسلامية
- کلية الجغرافيا والتخطيط
- كلية القانون والعلوم الاجتماعية
- كلية التربية البدنية والعلوم الرياضة
- كلية العلوم التربوية وعلم النفس

### قسم العلوم الفنية والهندسية
- كلية الهندسة الكهربائية وهندسة الحاسوب
- كلية الهندسة الكيميائية والبترولية
- كلية الهندسة المدنية
- كلية هندسة التكنولوجيات الجديدة
- كلية الهندسة الميكانيكية
- كلية هندسة نفط

### قسم العلوم الأساسية
- كلية الكيمياء
- كلية العلوم الرياضية
- كلية العلوم الطبيعية
- كلية الفيزياء
- كلية الزراعة
- كلية الطب البيطري[1]

## وصلات خارجية
- tabrizu.ac.ir نسخة محفوظة 29 أكتوبر 2016 على موقع واي باك مشين.، الموقع الرسمي (بالفارسية)